# Cezary Wodziński

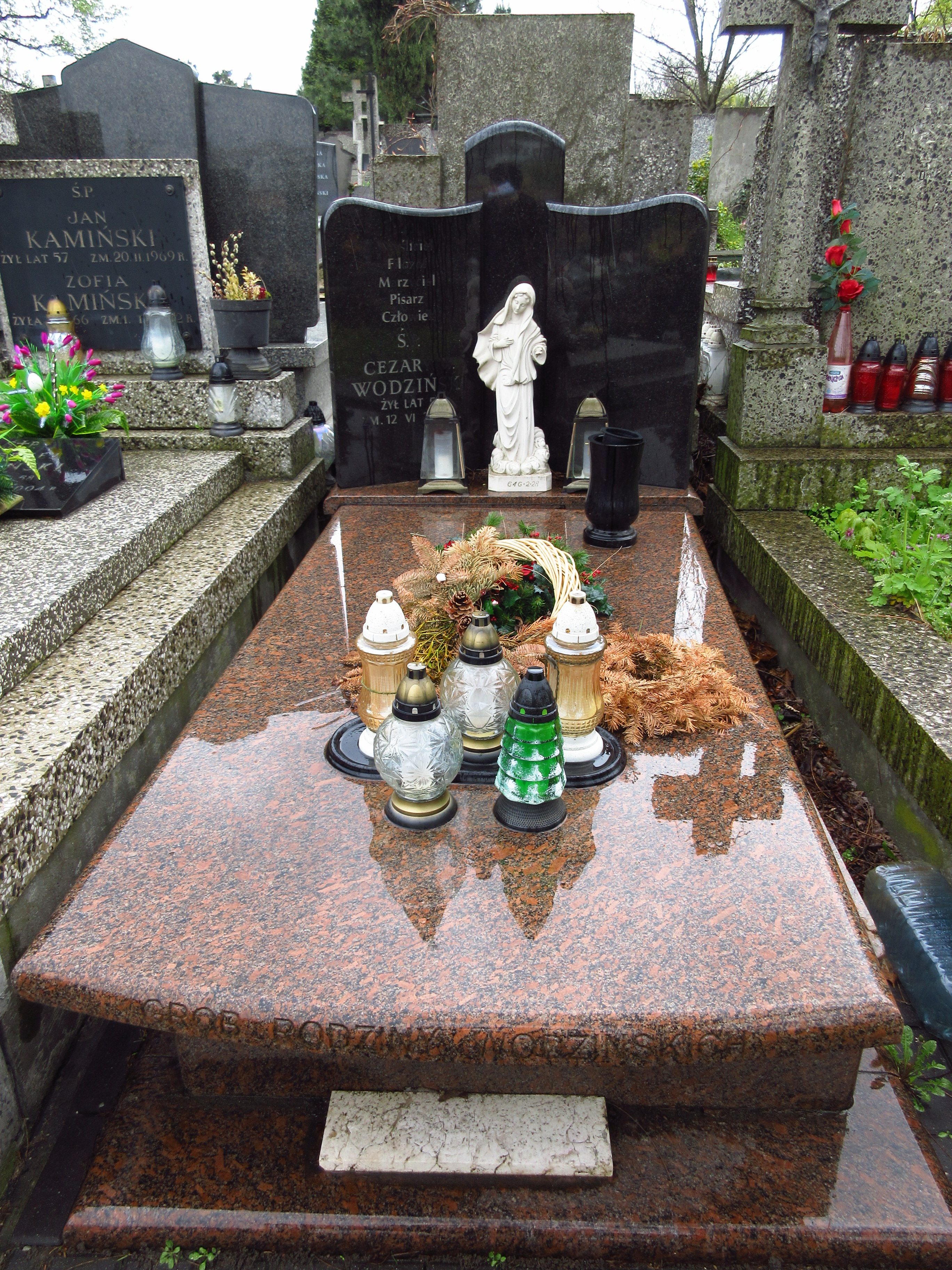
Grób Cezarego Wodzińskiego na cmentarzu Bródnowskim

Cezary Waldemar Wodziński (ur. 27 maja 1959 w Lęborku, zm. 12 czerwca 2016 w Ubliku) – polski filozof, historyk filozofii, tłumacz, eseista, profesor nauk humanistycznych, nauczyciel akademicki Uniwersytetu Jagiellońskiego i Uniwersytetu Warszawskiego, pracownik naukowy Instytutu Filozofii i Socjologii PAN.

## Życiorys
Syn Zygmunta i Michaliny. Ukończył w 1978 VI Liceum Ogólnokształcące im. Tadeusza Reytana w Warszawie. Chodził do klasy z Filipem Łobodzińskim i Andrzejem Sosnowskim. Po maturze przez rok, zanim podjął studia, pracował jako sanitariusz w Instytucie Psychiatrii i Neurologii w Warszawie oraz jako ratownik w bieszczadzkiej grupie GOPR.
W latach 1979–1985 studiował filozofię na Uniwersytecie Warszawskim. Po studiach w latach 1986–1998 pracował w Instytucie Filozofii i Socjologii PAN w Katedrze Filozofii Współczesnej, kierowanej przez Barbarę Skargę, następnie przez Stanisława Borzyma (od 1996 – samodzielna pracownia badawcza). Członek Collegium Invisibile.
W latach 1987–1990 był redaktorem naczelnym czasopisma Aletheia. W 1989 obronił doktorat Wiedza i zbawienie. Studium myśli Lwa Szestowa pod kierunkiem Barbary Skargi. Habilitował się w 1994 pracą Heidegger i problem zła, która została nagrodzona przez Prezesa Rady Ministrów. W 1999 uzyskał tytuł profesora nauk humanistycznych.
Od 1999 profesor zwyczajny w IFiS PAN. W latach 2001–2011 profesor zwyczajny w Instytucie Kultury Uniwersytetu Jagiellońskiego. Od 2011 profesor zwyczajny w Kolegium Artes Liberales Uniwersytetu Warszawskiego oraz Przewodniczący Rady Fundacji na Rzecz Myślenia im. Barbary Skargi.
Zmarł 12 czerwca 2016 po kilku latach zmagania się z polineuropatią. Został pochowany na cmentarzu Bródnowskim w Warszawie (kwatera 64G-2-28).

## Publikacje
- Wiedza i zbawienie. Studium myśli Lwa Szestowa, Warszawa 1991
- I cóż po filozofie… Eseje filozoficzne, Warszawa 1992
- Filozofia jako sztuka myślenia. Zachęta dla licealistów, Warszawa 1993
- Heidegger i problem zła, Warszawa 1994
- Hermes i Eros. Eseje drugie, Warszawa 1997
- Wielkie Wędrowanie, Warszawa 1998
- Światłocienie zła, Warszawa 1998
- Pan Sokrates. Eseje trzecie, Warszawa 2000
- Św. Idiota. Projekt antropologii apofatycznej, Gdańsk 2000
- Filozofia jako sztuka myślenia, Warszawa 2000 (2 wyd. rozszerzone)
- Swietijat idiot. Projekt za apofaticzna antropołogija, Sofija 2004
- Trans, Dostojewski, Rosja, czyli o filozofowaniu siekierą, Gdańsk 2005 – nominacja do Nagrody Literackiej Gdynia 2006[9]
- Nic po ironii. Eseje czwarte, Warszawa 2006
- Między anegdotą a doświadczeniem, Gdańsk 2007
- Heidegger i problem zła, Gdańsk 2007 (2 wyd.)
- Logo nieśmiertelności. Platona przypisy do Sokratesa, Gdańsk 2008 – nominacja do Nagrody Literackiej Gdynia 2009[10]
- Kairos. Konferencja w Todtnaubergu, Celan – Heidegger, Gdańsk 2010
- Esseje pierwsze, Gdańsk 2014
- Metafizyka i metapolityka. Czarne zeszyty Heideggera, Gdańsk 2016

## Upamiętnienie
W 2017 roku staraniem wydawnictwa Słowo/Obraz Terytoria ukazała się książka Piotra Augustyniaka, Trans. Filozofia Cezarego Wodzińskiego, zaś w 2019 roku nakładem Wydawnictwa Instytutu Filozofii i Socjologii PAN ukazała się książka Cezary Wodziński in memoriam pod redakcją Walerii Szydłowskiej.